# Palazzo Longo

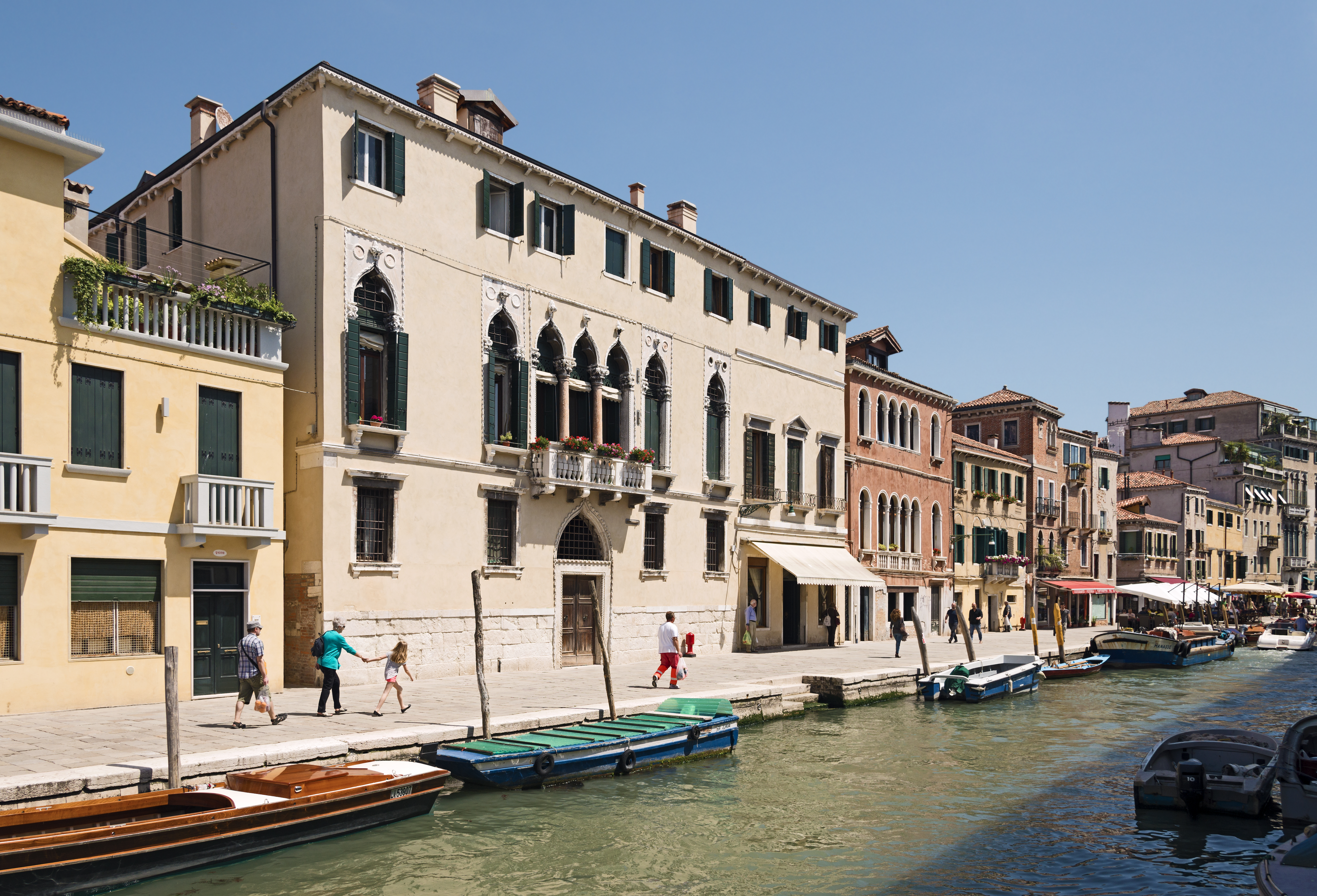
Palazzo Longo

Palazzo Longo ist ein Palast in Venedig in der italienischen Region Venetien. Er liegt im Sestiere Cannaregio mit Blick auf den Rio della Misericordia am Fondamenta della Misericordia, neben dem Ca’ Caotorta und gegenüber dem ehemaligen Convento dei Servi.

## Beschreibung
Der Palast ist im gotischen Stil gehalten und zeigt Arbeiten aus dem 15. Jahrhundert. Das Obergeschoss des dreistöckigen Gebäudes zeigt ein Dreifachfenster mit vorgesetztem Steinbalkon, flankiert von vier Einfachfenstern.
Einige Details der Fassade ähneln denen anderer venezianischer Paläste, z. B. dem Palazzo Caotorta Angaran.

## Geschichte
Nicolò Longo ließ diesen Palast errichten. Mit dem Aussterben der Familie Longo im Jahre 1700 fiel er an die Familie Lippomano und in der Folge an die Familie Vendramin.
2007 wurde der Palazzo Longo für die derzeitigen Eigentümer umgebaut.